# 薩克斯岩
54°24′S 3°25′E / 54.400°S 3.417°E
薩克斯岩，是南極洲的岩石，位於鮑威特島，處於瓦爾迪維瓦角東南面0.3公里，由挪威探險隊繪入地圖和命名，由挪威的南極領地管轄。